# Tresserve
Tresserve – miejscowość i gmina we Francji, w regionie Owernia-Rodan-Alpy, w departamencie Sabaudia.
Według danych na rok 1990 gminę zamieszkiwało 2806 osób, a gęstość zaludnienia wynosiła 1013 osób/km² (wśród 2880 gmin regionu Rodan-Alpy Tresserve plasuje się na 318. miejscu pod względem liczby ludności, natomiast pod względem powierzchni na miejscu 1660.).

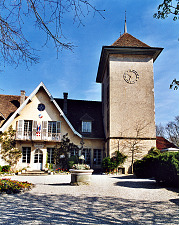
Ratusz w Tresserve, 2001
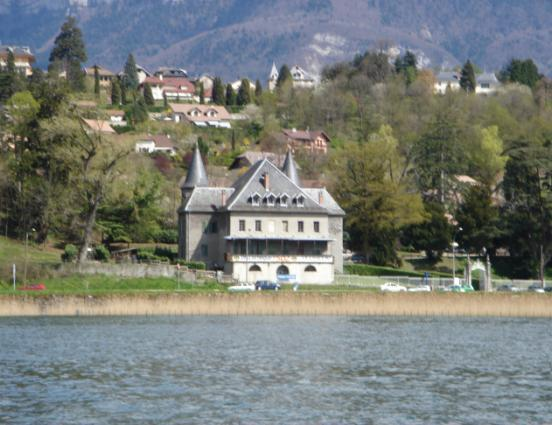
Zamek w Tresserve, 2006